# خطوط لاميا الجوية الرحلة 2933
خطوط طيران لاميا الرحلة 2933 كانت رحلة تجارية (مُؤجّرة) على متن طائرة بريتش ايروسبيس تابعة لشركة «طيران لاميا» سقطت وتحطّمت أثناء تنقلها من مدينة سانتا كروز دي لا سييرا في بوليفيا إلى مطار كوردوفا الدولي في ميديلين (كولومبيا) في 28 نوفمبر 2016، وخلّف الحادث 71 قتيلاً من أصل 77 شخصاً كانوا على متن الرحلة، وهم لاعبوا وطاقم نادي شابيكوينسي البرازيلي لكرة القدم وصحفيون كانوا يرافقون الفريق إضافة لطاقم الطائرة المكّون من تسعة أشخاص، وتحطمت في لا يونيون على مشارف مدينة ميديلين التي كانت تتجه نحوها بسبب نفاد وقود الطائرة، وكان الفريق البرازيلي متوجّهاً إلى كولومبيا لمواجهة فريق أتلتيكو ناسيونال لخوض نهائي بطولة كوبا سود أمريكانا.

وخلصت نتائج التحقيقات إلى أن سبب سقوط الطائرة هو نفاد الوقود منها قبل هبوطها بقليل، وأنحى المسؤولون الكولومبيون باللائمة في وقوع الطائرة على قائدها والشركة التي تملكها وتسيرها وسلطات السيطرة الجوية في بوليفيا المجاورة بسبب التقاعس وعدم تحمّل المسؤولية،

فيما ذهب وزير الدفاع البوليفي ريمى فيريرا إلى أبعد من ذلك باعتباره أن حادث تحطم الطائرة كان جريمة مخطط لها من قائد الطيارة ميغيل كيروجا، مُعلّلا كلامه بأن الطائرة أقلعت مع قليل من الوقود وسط تجاهل من قائد الطائرة لنقطة التزود بالوقود بجانب أنه كان بإمكانه التقليل من حجم المأساة عن طريق الهبوط إما في مدينة كوييخا أو بوجوتا عندما أعلن حالة الطوارئ، وأكّد أن الطيار لم يبلغ الرّكّاب بوجود حالة طوارئ وهو ما يخالف البروتوكول الأساسى للملاحة الجوية المدنية، وهو ما أكده بالفعل الأشخاص الذين نجوا من الحادث.

## الطائرة
تم تشغيل الرحلة بطائرة من نوع بريتش ايروسبيس 146 بتسجيل CP-2933، ام اس ان E.2348. كانت الطائرة قد حلقت جواً لأول مرة في 26 مارس 1999. بعد أن خدمت شركات طيران ما بين عامي 2010 و2013 استحوذت عليها شركة خطوط لاميا وهي شركة طيران فنزويلية-بوليفية.

## الحادث
كانت الطائرة مُتوجهةً من سانتا كروز دي لا سييرا في بوليفيا إلى ميديلين في كولمبيا حاملةً على متنها 68 راكباً و9 أفراد من طاقم الطائرة بمجموع 77 شخصاً. من بين الركاب كان لاعبو وطاقم نادي شابيكوينسي قد تواجدوا في الطائرة مُتجهين إلى كولمبيا لخوض مباراة الذهاب في نهائي كوبا سود أمريكانا. في الساعة العاشرة من مساء يوم الإثنين 28 نوفمبر 2016 أرسل طاقم الطائرة إنذار حالة الطوارئ لبرج الإرسال أثناء تحليقها ما بين بلديتي لا سيخا ولا يونيون. وبعد وقت قصير سقطت الطائرة في كيرو جوردو وهو جبل يقع في منطقة لا يونيون. كانت طائرات الهيلكوبتر عاجزةً عن الوصول إلى المكان بسبب الضباب الكثيف.

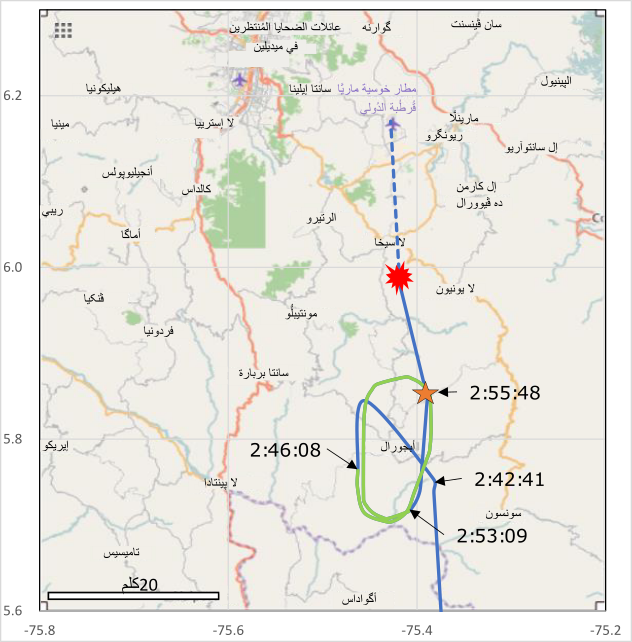
مسار الرحلة في حلقة دائرية خلال الدقائق الـ15 الأخيرة.
تشير النجمة البرتقالية إلى المكان الذي فقد فيه إرسال نظام المراقبة التلقائي "ADS-B". وتشير علامة الانفجار الحمراء إلى موقع الحادث.

في صبيحة يوم الثلاثاء 29 نوفمبر 2016 في الساعة الثانية فجراً وصل أول الناجين إلى المُستشفى حيث أعلنت السلطات الكولومبية عن تحطم الطائرة. في البداية اعتُقد بأن الركاب كان قد بلغ عددهم 81 راكباً بما في ذلك طاقم الطائرة، لكن تبيّن فيما بعد أن أربعة أشخاص لم يستقلوا الطائرة ليُصبح مجموع من كان في الطائرة 77 راكباً منهم 9 من أفراد طاقم الطائرة. نجا من الركاب فقط 6 أشخاص.

## الناجون
الناجون ستة وهم:
- ألان روستشيل - مدافع في نادي شابيكوينسي.
- جاكسون فولمان - حارس مرمى في نادي شابيكوينسي.
- نيتو - لاعب وسط في نادي شابيكوينسي.
- رافاييل هينزل - صحفي.
- إكسمينا سواريز - مضيفة طيران.
- اروين توميري - فني الطائرة.

كما تم العثور على اللاعب ماركوس دانيال باديلا حياً في البداية، لكنه تُوفي لاحقاً في المستشفى.

## الوفيات

### لاعبين
- ايلتون سيزار جونيور ألفيس دا سيلفا[5]
- دينر أسونساو براز[5]
- مارسيلو أوغستو ماتياس دا سيلفا[5]
- ماتيوس بيتكو[5]
- ماتيوس كاراميلو[5]
- غويلهيرم خيمينيز دي سوزا[5]
- لوكاس جوميز دا سيلفا[5]
- ايفرتون كيمبس دوس سانتوس غونسالفيس[5]
- آرثر مايا[5]
- ماركوس دانيال باديلا[5]
- فيليبي ماتشادو[5]
- سيرجيو مانويل باربوسا سانتوس[5]
- خوسيه غيلدكسن كليمنت دي بايفا[5]
- برونو رانغيل[5]
- كليبر سانتانا[6]
- ثياغينيو[5]
- جوسيمار[5]
- تييغو[5]

### موظفين
- كايو جونيور[6][7]

### وسائل الإعلام
- ماريو سيرجيو بونتيس دي بايفا[8]
- ديفا باسكفيتشي[8]
- باولو خوليو كليمنت[8]
- فيكتورينو شيرمونت[8]

### ضيوف
- ديلفيم دي بادوا بيكسوتو فيليو[9]

## التحقيقات
أبدى فريدريكو جوتيريز عمدة مدينة ميديلين أسفه لحادث تحطم الطائرة الذي وقع قبل منتصف الليل بالتوقيت المحلي. مشيرًا إلى أن الحادث وقع
وأوضح أن سبب التحطم غير مؤكد، ويبدو بأنه وقع بسبب نفاد الوقود.
من جهته، أكد مطار المدينة تحطم الطائرة التي غادرت من سان باولو وتقل الفريق للعب في نهائي سود أميركانا ضد أتلتيكو ناسيونال.
لكن وسائل إعلام ذكرت أن سبب السقوط هو عطل في نظام الطائرة الكهربائي. فيما ذكرت مضيفة الطيران التي نجت من تحطم الطائرة المنكوبة بأن سبب سقوط الطائرة هو نفاذ الوقود.

## ردود الأفعال

### المحلية
- البرازيل: أعلن الرئيس البرازيلي ميشال تامر الحداد الوطني لثلاثة أيام.[10]

### الدولية
- روسيا: أعرب الرئيس الروسي فلاديمير بوتين عن تعازيه لنظيره البرازيلي ميشال تامر على خلفية كارثة تحطم طائرة الركاب البرازيلية في كولومبيا، وذلك وفقا لبيان صادر عن الكرملين.[11]

### أخرى
- اتحاد أمريكا الجنوبية لكرة القدم يعلن رسمياً تعليق كافة أنشطة كرة القدم في القارة حتى إشعار أخر.
- جياني إنفانتينو: أبدى جياني إنفانتينو رئيس الاتحاد الدولي لكرة القدم «فيفا» عن صدمته وحزنه الشديد لمأساة سقوط الطائرة التي كانت تقل نادي شابيكوينسي البرازيلي.[12]
- ليونيل ميسي: قدّم ليونيل ميسي لاعب برشلونة الإسباني، خالص تعازيه في وفاة 76 لاعبًا وإداريًا لنادي شابيكوينسي البرازيلي بعد تحطم طائرتهم في كولومبيا.[13]
- الاتحاد الأفريقي لكرة القدم: تقدم الاتحاد الأفريقي لكرة القدم «الكاف» عبر حسابه الرسمي بموقع التواصل الاجتماعي «تويتر» بالعزاء لأهالي ضحايا الطائرة المحطمة في كولومبيا التي كانت تحمل على متنها أعضاء فريق شابيكوينسي البرازيلي.[14]
- ريال مدريد: أصدر نادي ريال مدريد الإسباني بيان رسمي من أجل التعبير عن بالغ حزنه بشأن حادثة الطائرة المحطمة في كولومبيا التي كانت تحمل فريق ريال شابيكوينسي البرازيلي.[15]
- نادي الهلال السعودي: أصدر نادي الهلال السعودي بيان رسمي عبر به عن بالغ حزنه بشأن حادثة الطائرة المحطمة في كولومبيا التي كانت تحمل فريق شابيكوينسي البرازيلي ومواسياً لعائلات الضحايا وللاتحاد البرازيلي.[16]

## وصلات خارجية
- "Final Report Accident COL-16-37-GIA Fuel Exhaustion AVRO 146-RJ85, Reg. CP2933 29 November 2015 Aircraft,  La Unión, Antioquia–Colombia" (PDF) (بالإنجليزية). Grupo de Investigación de Accidentes e Incidentes de Aviación, Colombia. Archived from the original (PDF) on 2022-09-06.
- "Informe Final Accidente COL-16-37-GIA Agotamiento de combustible AVRO 146-RJ85, Matrícula CP 2933 29 de noviembre de 2016La Unión, Antioquia –Colombia" (PDF) (بالإسبانية). Grupo de Investigación de Accidentes e Incidentes de Aviación, Colombia. Archived from the original (PDF) on 2022-12-12. (بالإسبانية)
- Preliminary accident report - Aerocivil (بالإسبانية)
- Preliminary accident report - Aerocivil (بالإنجليزية)